# Список фентезійних фільмів 1960-х років
Список фентезійних фільмів, випущених у 1960-х роках. Ці фільми включають основні елементи фентезі.

## Список
| 1960                                                                                     |                                  |                      |                                                                                    |
| «Око диявола» (швед. «Djävulens öga»)                                                    | Інґмар Берґман                   | Швеція               | Ярл Кулле, Бібі Андерссон, Стіг Яррель                                             |
| «Багдадський крадій» (італ. «Il ladro di Bagdad»)                                        | Артур Любин                      | Італія               | Стів Рівз, Джорджія Молл, Еді Вессель                                              |
| «Три світи Гуллівера» (англ. «The Three Worlds of Gulliver»)                             | Джек Шер                         | США, Велика Британія | Кервін Метьюз, Джо Морроу, Джун Торберн                                            |
| «Великий Алакадзам» (яп. «西遊記, Saiyūki»)                                              | Дайсаку Сіракава, Тайдзі Ябусіта | Японія               | Кійоші Коміяма, Норіко Шіндо, Хідео Кіношіта                                       |
| «Попелюшок» (англ. «Cinderfella»)                                                        | Джек Шер                         | США                  | Френк Ташлін, Джеррі Льюїс, Анна Марія Альбергетті, Джудіт Андерсон, Ед Вінн       |
| «Фауст» (англ. «Faust»)                                                                  | Пітер Горскі                     | США                  | Вілл Квадфліг, Густаф Грюндгенс, Елізабет Флікеншильдт, Герман Шомберг             |
| «Аргонавти: У пошуках золотого руна» (італ. «I giganti della Tessaglia (Gli Argonauti)») | Ріккардо Фреда                   | Італія, Франція      | Роланд Кері, Зіва Родан, Массімо Джиротті                                          |
| 1961                                                                                     |                                  |                      |                                                                                    |
| «Подвиги Геракла: Геракл у царстві тіней» (італ. «Ercole al centro della Terra»)         | Маріо Бава                       | Італія               | Рег Парк, Крістофер Лі, Гая Германі                                                |
| «Вечори на хуторі біля Диканьки» (рос. «Вечера на хуторе близ Диканьки»)                 | Олександр Роу                    | СРСР                 | Олександр Хвиля, Людмила Мизнікова, Юрій Тавров, Людмила Хитяєва, Сергій Мартінсон |
| «Атлантида, загублений континент» (англ. «Atlantis, the Lost Continent»)                 | Джордж Пал                       | США                  | Джойс Тейлор, Джон Долл, Вільям Сміт                                               |
| «Малі у Ігроленді» (англ. «Babes in Toyland»)                                            | Джек Донохью                     | США                  | Рей Болгер, Томмі Сендс, Аннет Фунічелло, Ед Вінн                                  |
| «Таємничий острів» (ісп. «Insula misterioasă»)                                           | Сай Ендфілд                      | США, Велика Британія | Майкл Крейг, Джоан Грінвуд, Майкл Каллан, Гері Меррілл                             |
| «Шалений професор» (англ. «The Absent-Minded Professor»)                                 | Роберт Стівенсон                 | США                  | Фред Макмюррей, Кінан Вінн                                                         |